# Melanie Hutsell
Melanie Hutsell (née le 2 août 1968  à Maryville, Tennessee) est une actrice américaine.

## Biographie
Melanie Hutsell a commencé sa carrière au Annoyance Theatre (en) à Chicago.
Elle est notamment connue pour avoir été membre du casting du Saturday Night Live, de 1991 à 1994.

## Filmographie

### Cinéma
- 1996 : Scream, Teen, Scream : une reporter à la télévision
- 1999 : The Thin Pink Line : Yvette Evy
- 1999 : Can't Stop Dancing : Winnie
- 2009 : He's Such a Girl : Sally
- 2011 : Mes meilleures amies (Bridesmaids) : Carol, la partenaire de tennis d'Annie

### Télévision
- 1991-94 : Saturday Night Live (série télévisée) : Personnages variés, 54 épisodes
- 1995 : Salut les frangins (Brotherly Love) (série télévisée) : Wilma, 1 épisode
- 2009 : In the Motherhood (série télévisée) : l'instructrice, 1 épisode
- 2009 : Paula's Best Dishes (série télévisée) :  Paula Deen / Self, 1 épisode
- 2010 : United States of Tara (série télévisée) : Serveuse, 1 épisode
- 2011 : Working Class (série télévisée) : Donna, 1 épisode
- 2011-12 : Pretty the Series (série télévisée) : Roberta, 3 épisodes
- 2012 : Waffle Hut (série télévisée) : Brenda
- 2023 : Tiny Beautiful Things : Eleanor (1 épisode)